# Haute École ICHEC - ECAM - ISFSC
De Haute École ICHEC - ECAM - ISFSC, tot 2019 benoemd Haute École «Groupe I.C.H.E.C. - ISC Saint-Louis - I.S.F.S.C.», is een Belgische Franstalige katholieke hogeschool gelegen in Brussel en ontstaan in 1995 door een fusie van drie opleidingsinstituten.

## ICHEC
Het ICHEC (Institut catholique des hautes études commerciales: Katholiek Instituut voor Hogere Bedrijfskunde) is een Franstalige hogeschool in Brussel, gesticht in 1954.
Ze biedt hoger onderwijs aan, zowel in avond- als dagonderwijs; zowel voltijdse als deeltijdse programma's.
In 2008-2009 had de school ruim 2000 studenten en een 20-tal voltijdse professoren. Een eigen kenmerk van de school ligt in het feit dat ze zeer vaak en uitgebreid een beroep doet op een 300-tal lesgevers uit de praktijk.
Binnen het bachelor-masterstelsel biedt men volgende opleidingen aan:
- Bachelor en master handelsingenieur;
- Bachelor en master bedrijfsbeheer;
- Master in International Business and Management.

De school heeft een 50-jarige traditie en is gegroeid uit een tweetalige hogere commerciële opleiding, onder auspiciën van de (toen nog tweetalige) Leuvense Universiteit. Daardoor houdt men ook goede contacten met Vlaamse zuster-opleidingen en staat men naar Franstalige normen hoog aangeschreven in het verschaffen van twee- en drietalig onderwijs (Frans-Nederlands-Engels).
Deze meertaligheid uit zich ook in de talloze uitwisselingsprogramma's met buitenlandse universiteiten, business-schools, hogere opleidingen.

## ISC Saint-Louis
Het Institut supérieur de commercial Saint-Louis, oorspronkelijk HEC Saint-Louis (voor Hautes études commerciales), is de Franstalige tegenhanger van de Economische hogeschool Sint-Aloysius, die beide zijn gesticht in 1925 door de Faculté universitaire Saint-Louis (wat later de tweetalige en multifacultaire FUSL-UFSAL ging worden).
De opleidingen vonden plaats op de campus van de Universiteit Saint-Louis - Brussel, waar de school oorspronkelijk een onderdeel van was. In 2004 integreerde het ISC volledig de ICHEC, en werden de lessen verhuisd naar de ICHEC in Sint-Lambrechts-Woluwe.
De hervormde ICHEC werd op hetzelfde moment lid van de Académie Louvain onder de Groupe Louvain School of Management. De Université Saint-Louis - Bruxelles ging echter door met opleidingen en onderzoek in economische wetenschappen en handelsingenieur via haar Faculteit economische-, sociale-, politieke- en communicatiewetenschappen.

## ECAM
École centrale des arts et métiers (ECAM) of Institut superieur industriel is een school voor industrieel ingenieurs te Brussel.
Tussen de hervorming van hoger onderwijs in 1995 en 2019 was de ECAM onderdeel van de Haute école Léonard de Vinci, als enig departement dat zowel bachelor- als masteropleidingen organiseerde. Om deze reden integreerde in 2019 de ECAM de hogeschool Groupe ICHEC - ISC Saint-Louis - ISFSC die de nieuwe informele benoeming ICHEC - ECAM - ISFSC kreeg.

## ISFSC
Het Institut supérieur de formation sociale et de communication, oorspronkelijk de École de la rue de la Poste, biedt vooral opleidingen aan op bachelorniveau.
- Maatschappelijk assistent
- Toegepaste communicatie
- "Ecriture multimedia"

De instelling heeft haar wortels in de christelijke arbeidersbeweging van de jaren na de Eerste Wereldoorlog. Als kaderschool wilde ze een gedegen vorming aanbieden, en tevens de gelegenheid bieden aan de vakorganisaties studiewerk te verrichten.